# 천안능수초등학교
천안능수초등학교는 대한민국 충청남도 천안시에 있는 공립 초등학교이다.

## 학교 연혁
- 2023년 3월 1일 : 개교